# Genmaiča

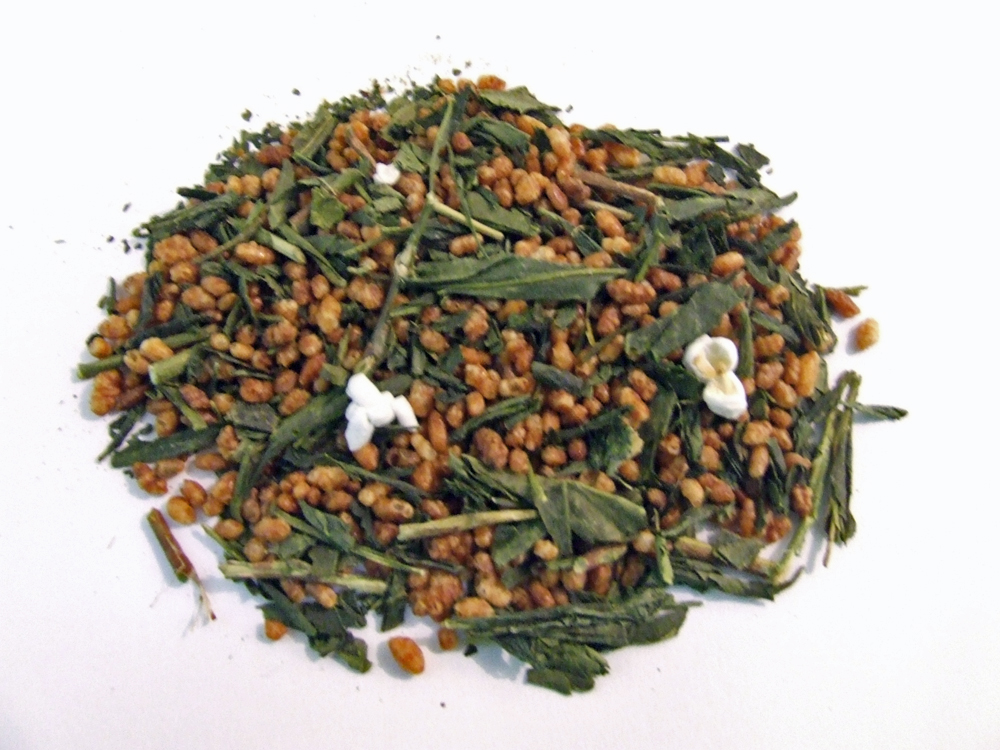
Genmaiča

Japonský zelený čaj genmaiča (japonsky 玄米茶, Genmaicha, čaj s hnědou rýží) je čaj (banča nebo senča) smíchaný s praženou hnědou rýží (genmai) v poměru 1:1. Někdy bývá též nazývána „popcorn tea“, protože některá zrnka rýže při pražení praskají a připomínají tak popcorn. Tento čaj byl původně připravován chudými Japonci, protože rýže působila jako jistá „výplň“, která snižovala cenu čaje. Z tohoto důvodu byl znám jako „lidový čaj“. Dnes už ho pije každá společenská vrstva. Genmaiča se dříve také pil při nábožensky motivovaných půstech a pokud jednotlivá jídla dělila dlouhá doba.
Nálev má světle žlutou barvu. Chuť je jemná a lehce travnatá, doplněná oříškovými tóny a lehkou pražeností rýže. Genmaiča se obvykle louhuje při teplotě 80 °C–85 °C. Doporučená doba louhování je 3–5 minut v závislosti na požadované síle nálevu a výrobci. Někteří výrobci nicméně doporučují nelouhovat čaj déle než jednu minutu.
Genmaiča se též prodává jako kombinace s čajem mačča. V takovém případě se nazývá maččairi genmaiča (抹茶入り玄米茶), doslova „genmaiča s práškovým čajem“, a má podobnou chuť jako běžná genmaiča, ale nálev je silnější a jeho barva má spíše zelený nádech.